# Coralliotantulus coomansi
Coralliotantulus coomansi är en kräftdjursart som beskrevs av Rony Huys 1991. Coralliotantulus coomansi ingår i släktet Coralliotantulus och familjen Deoterthridae. Inga underarter finns listade i Catalogue of Life.